# Ludvík z Casorie
Svatý Ludvík z Casorie (11. března 1814, Casoria – 30. března 1885, Neapol) byl italský římskokatolický kněz, člen Řádu menších bratří a zakladatel řeholních kongregací Františkánských sester alžbětinek a Šedých bratrů lásky.

## Život

### Mládí

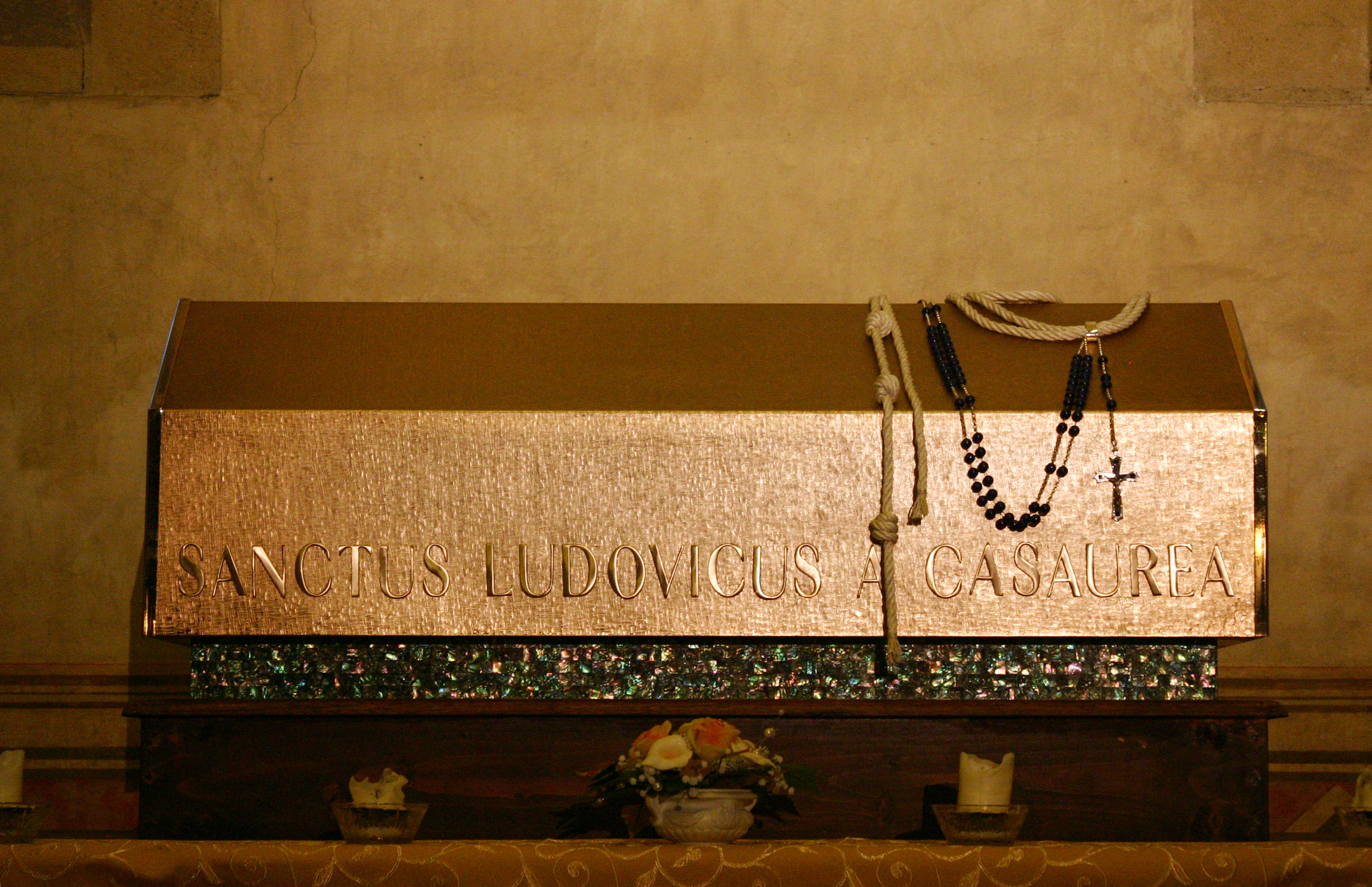
Hrob svatého Ludvíka z Casorie v Neapoli

Narodil se 11. března 1814 v Casorii, jako Arcangelo Palmentieri, a vyučil se truhlářem. Dne 1. července 1832 vstoupil do noviciátu františkánů a přijal jméno Ludvík. Krátce po jeho svěcení učil mladší členy františkánského řádu v klášteře Svatého Petra v Neapoli filosofii a matematiku.
Poté se brzy pustil do práce o chudé a potřebné, založení výdejen a sirotčinců. Roku 1852 otevřel školu pro africké chlapce a dívky vykoupené z otroctví. Také pracoval na zajištění péče o starší členy svého řádu.

### Zakladatel
Na základě doporučení svých nadřízených najít dalších osoby, jimž by mohl svěřit tuto práci, roku 1859 zavedl společenství mužů jako řeholní kongregaci Třetího řádu Svatého Františka v San Pietro. Staly se známý jako Šedí bratři lásky (Italsky Frati Bigi della Carità) z důvodu tradiční šedavé nebo popelavé barvě františkánského hábitu. O tři roky později zavedl též sbor žen, jako Františkánské sestry alžbětinky (Suore Elisabettiane Bigie), které patří pod ochranu Svaté Alžběty Durynské, jedné z prvních členů Třetího řádu Svatého Františka.
Bratři byli formálně schváleny Svatým stolcem roku 1877, a od té doby se jejich práce rozšířila do Spojených států amerických, kde sloužily italsko-amerických komunitám v New Jersey. Bratři byla rozpuštěni roku 1971 z důvodu malého počtu členů. Nová skupina mužů a žen jsou v současnosti v procesu formování.
Františkánské sestry alžbětinky v současné době působí v Itálii, USA, Etiopii, Indii, Panamě a na Filipínách.

### Smrt a úcta
Devět let před jeho smrtí, byl napaden vážným a bolestivým onemocněním, ze kterého se nikdy nezotavil. Zemřel 30. března 1885 v Neapoli.
Proces svatořečení byl představen v Římě za několik měsíců od jeho smrti. Blahořečen byl 18. dubna 1993 papežem sv. Janem Pavlem II.
Dne 15. dubna 2014 byl vydán dekret o zázraku na jeho přímluvu. Svatořečen byl 23. listopadu 2014.